# Eurifamo di Metaponto
Eurifamo di Metaponto (in greco Εὐρύφαμος; fl. V secolo a.C.) è stato un filosofo greco antico, della scuola pitagorica.
Amico e maestro di Lisi di Taranto .Ha scritto Sulla vita (Περὶ Βίου), lavoro che è andato perduto, se non per qualche ampio frammento, conservatoci da Stobeo.